# Sicalis citrina
Sicalis citrina là một loài chim trong họ Thraupidae.